# Barbus anniae
Barbus anniae е вид лъчеперка от семейство Шаранови (Cyprinidae). Видът е уязвим и сериозно застрашен от изчезване.

## Разпространение
Разпространен е в Гвинея и Гвинея-Бисау.

## Описание
На дължина достигат до 8,3 cm.